# سوق الجمعة (جندوبة)
سُوق الجُمُعَة قرية تقع في معتمدية جندوبة الشمالية من ولاية جندوبة بالشمال الغربي التونسي، جنوب غرب مدينة فرنانة. ترقيمها البريدي هو 8132.

### مواضيع ذات علاقة
- معتمدية جندوبة الشمالية.
- ولاية جندوبة.

1. ↑  "المناطق الترابية (العمادات) حسب الولايات والمعتمديات". اطلع عليه بتاريخ 2024-11-30.